# Campionatul European de Baschet
Campionatul European de Baschet, cunoscut și sub numele Eurobaschet, este o competiție care se desfășoară din doi în doi ani între echipele naționale de baschet masculin. Este organizată de FIBA Europe.